# Bilan saison par saison du KRC Malines
Cette page présente les résultats saison par saison du K. RC Mechelen, une équipe de football belge. Le club a disputé 100 saisons dans les divisions nationales belges, auxquelles il accède pour la première fois en 1909. Il y évolue sans interruption jusqu'en 2017 quand, après trois relégations successives, il est renvoyé pour la première fois vers les séries provinciales.

## Tableau de résultats
| Ordre               | Saison  | Nom du club               | Niveau                         | Classement final          | Remarques                 |
| ------------------- | ------- | ------------------------- | ------------------------------ | ------------------------- | ------------------------- |
| 1                   | 1909-10 | RC Malines                | Promotion (D2)                 | 1er/11                    | Champion et promu         |
| 2                   | 1910-11 | RC Malines                | Division d'Honneur             | 8e/12                     |                           |
| 3                   | 1911-12 | RC Malines                | Division d'Honneur             | 11e/12                    | Relégué                   |
| 4                   | 1912-13 | RC Malines                | Promotion (D2)                 | 4e/11                     |                           |
| 5                   | 1913-14 | RC Malines                | Promotion (D2)                 | 2e/11                     | Promu                     |
|                     | 1939-41 | Compétitions interrompues | Compétitions interrompues      | Compétitions interrompues | Compétitions interrompues |
| 6                   | 1919-20 | RC Malines                | Division d'Honneur             | 6e/12                     |                           |
| 7                   | 1920-21 | RC Malines                | Division d'Honneur             | 10e/12                    |                           |
| 8                   | 1921-22 | RC Malines                | Division d'Honneur             | 7e/14                     |                           |
| 9                   | 1922-23 | RC Malines                | Division d'Honneur             | 11e/14                    |                           |
| 10                  | 1923-24 | RC Malines                | Division d'Honneur             | 12e/14                    | Relégué                   |
| 11                  | 1924-25 | RC Malines                | Promotion (D2) série A         | 2e/11                     | Promu                     |
| 12                  | 1925-26 | RC Malines                | Division d'Honneur             | 8e/14                     |                           |
| 13                  | 1926-27 | RC Malines                | Division d'Honneur             | 10e/14                    |                           |
| 14                  | 1927-28 | RC Malines                | Division d'Honneur             | 10e/14                    | Barrage                   |
| 15                  | 1928-29 | RC Malines                | Division d'Honneur             | 3e/14                     |                           |
| 16                  | 1929-30 | RC Malines SR             | Division d'Honneur             | 3e/14                     |                           |
| 17                  | 1930-31 | RC Malines SR             | Division d'Honneur             | 10e/14                    |                           |
| 18                  | 1931-32 | RC Malines SR             | Division d'Honneur             | 12e/14                    |                           |
| 19                  | 1932-33 | RC Malines SR             | Division d'Honneur             | 11e/14                    |                           |
| 20                  | 1933-34 | RC Malines SR             | Division d'Honneur             | 11e/14                    |                           |
| 21                  | 1934-35 | RC Malines SR             | Division d'Honneur             | 8e/14                     |                           |
| 22                  | 1935-36 | RC Malines SR             | Division d'Honneur             | 12e/14                    |                           |
| 23                  | 1936-37 | RC Malines SR             | Division d'Honneur             | 14e/14                    | Relégué                   |
| 24                  | 1937-38 | RC Mechelen KM            | Division 1 (D2) série B        | 3e/14                     |                           |
| 25                  | 1938-39 | RC Mechelen KM            | Division 1 (D2) série B        | 2e/14                     | Test-match                |
| séries provinciales |         |                           |                                |                           |                           |
| 26                  | 1941-42 | RC Mechelen KM            | Division 1 (D2) série A        | 11e/14                    |                           |
| 27                  | 1942-43 | RC Mechelen KM            | Division 1 (D2) série A        | 6e/16                     |                           |
| 28                  | 1943-44 | RC Mechelen KM            | Division 1 (D2) série B        | 8e/15                     |                           |
|                     | 1939-41 | Compétitions interrompues | Compétitions interrompues      | Compétitions interrompues | Compétitions interrompues |
| 29                  | 1945-46 | RC Mechelen KM            | Division 1 (D2) série B        | 2e/18                     | [ saisons 5 ]             |
| 30                  | 1946-47 | RC Mechelen KM            | Division 1 (D2) série B        | 3e/17                     |                           |
| 31                  | 1947-48 | RC Mechelen KM            | Division 1 (D2) série A        | 1er/16                    | Champion et promu         |
| 32                  | 1948-49 | RC Mechelen KM            | Division d'Honneur             | 5e/16                     |                           |
| 33                  | 1949-50 | RC Mechelen KM            | Division d'Honneur             | 3e/16                     |                           |
| 34                  | 1950-51 | RC Mechelen KM            | Division d'Honneur             | 3e/16                     |                           |
| 35                  | 1951-52 | RC Mechelen KM            | Division d'Honneur             | 2e/16                     | [ saisons 6 ]             |
| 36                  | 1952-53 | RC Mechelen KM            | Division 1                     | 4e/16                     |                           |
| 37                  | 1953-54 | RC Mechelen KM            | Division 1                     | 6e/16                     |                           |
| 38                  | 1954-55 | RC Mechelen KM            | Division 1                     | 13e/16                    |                           |
| 39                  | 1955-56 | RC Mechelen KM            | Division 1                     | 5e/16                     |                           |
| 40                  | 1956-57 | RC Mechelen KM            | Division 1                     | 14e/16                    |                           |
| 41                  | 1957-58 | KRC Mechelen              | Division 1                     | 16e/16                    | Relégué                   |
| 42                  | 1958-59 | KRC Mechelen              | Division 2                     | 11e/16                    |                           |
| 43                  | 1959-60 | KRC Mechelen              | Division 2                     | 15e/16                    | Relégué                   |
| 44                  | 1960-61 | KRC Mechelen              | Division 3 série A             | 4e/16                     |                           |
| 45                  | 1961-62 | KRC Mechelen              | Division 3 série A             | 1er/16                    | Champion et promu         |
| 46                  | 1962-63 | KRC Mechelen              | Division 2                     | 11e/16                    |                           |
| 47                  | 1963-64 | KRC Mechelen              | Division 2                     | 15e/16                    | Relégué                   |
| 48                  | 1964-65 | KRC Mechelen              | Division 3 série A             | 5e/16                     |                           |
| 49                  | 1965-66 | KRC Mechelen              | Division 3 série A             | 1er/16                    | Champion et promu         |
| 50                  | 1966-67 | KRC Mechelen              | Division 2                     | 9e/16                     |                           |
| 51                  | 1967-68 | KRC Mechelen              | Division 2                     | 15e/16                    | Relégué                   |
| 52                  | 1968-69 | KRC Mechelen              | Division 3 série A             | 1er/16                    | Champion et promu         |
| 53                  | 1969-70 | KRC Mechelen              | Division 2                     | 10e/16                    |                           |
| 54                  | 1970-71 | KRC Mechelen              | Division 2                     | 3e/16                     |                           |
| 55                  | 1971-72 | KRC Mechelen              | Division 2                     | 3e/16                     |                           |
| 56                  | 1972-73 | KRC Mechelen              | Division 2                     | 3e/16                     |                           |
| 57                  | 1973-74 | KRC Mechelen              | Division 2                     | 3e/16                     |                           |
| 58                  | 1974-75 | KRC Mechelen              | Division 2                     | 1er/16                    | Champion et promu         |
| 59                  | 1975-76 | KRC Mechelen              | Division 1                     | 19e/19                    | Relégué                   |
| 60                  | 1976-77 | KRC Mechelen              | Division 2                     | 6e/16                     |                           |
| 61                  | 1977-78 | KRC Mechelen              | Division 2                     | 11e/16                    |                           |
| 62                  | 1978-79 | KRC Mechelen              | Division 2                     | 6e/16                     |                           |
| 63                  | 1979-80 | KRC Mechelen              | Division 2                     | 7e/16                     |                           |
| 64                  | 1980-81 | KRC Mechelen              | Division 2                     | 12e/16                    |                           |
| 65                  | 1981-82 | KRC Mechelen              | Division 2                     | 12e/16                    |                           |
| 66                  | 1982-83 | KRC Mechelen              | Division 2                     | 5e/16                     |                           |
| 67                  | 1983-84 | KRC Mechelen              | Division 2                     | 4e/16                     | Tour final                |
| 68                  | 1984-85 | KRC Mechelen              | Division 2                     | 2e/16                     | Tour final                |
| 69                  | 1985-86 | KRC Mechelen              | Division 2                     | 13e/16                    |                           |
| 70                  | 1986-87 | KRC Mechelen              | Division 2                     | 8e/16                     |                           |
| 71                  | 1987-88 | KRC Mechelen              | Division 2                     | 1er/16                    | Champion et promu         |
| 72                  | 1988-89 | KRC Mechelen              | Division 1                     | 13e/18                    |                           |
| 73                  | 1989-90 | KRC Mechelen              | Division 1                     | 18e/18                    | Relégué                   |
| 74                  | 1990-91 | KRC Mechelen              | Division 2                     | 13e/16                    |                           |
| 75                  | 1991-92 | KRC Mechelen              | Division 2                     | 10e/16                    |                           |
| 76                  | 1992-93 | KRC Mechelen              | Division 2                     | 11e/16                    |                           |
| 77                  | 1993-94 | KRC Mechelen              | Division 2                     | 16e/16                    | Relégué                   |
| 78                  | 1994-95 | KRC Mechelen              | Division 3 série A             | 8e/16                     |                           |
| 79                  | 1995-96 | KRC Mechelen              | Division 3 série B             | 10e/16                    |                           |
| 80                  | 1996-97 | KRC Mechelen              | Division 3 série B             | 3e/16                     |                           |
| 81                  | 1997-98 | KRC Mechelen              | Division 3 série B             | 5e/16                     |                           |
| 82                  | 1998-99 | KRC Mechelen              | Division 3 série B             | 6e/16                     |                           |
| 83                  | 1999-00 | KRC Mechelen              | Division 3 série A             | 3e/16                     | Tour final                |
| 84                  | 2000-01 | KRC Mechelen              | Division 3 série A             | 14e/16                    | Barrages                  |
| 85                  | 2001-02 | KRC Mechelen              | Division 3 série B             | 11e/16                    |                           |
| 86                  | 2002-03 | KRC Mechelen              | Division 3 série B             | 6e/16                     |                           |
| 87                  | 2003-04 | KRC Mechelen              | Division 3 série A             | 9e/16                     |                           |
| 88                  | 2004-05 | KRC Mechelen              | Division 3 série A             | 12e/16                    |                           |
| 89                  | 2005-06 | KRC Mechelen              | Division 3 série A             | 12e/16                    |                           |
| 90                  | 2006-07 | KRC Mechelen              | Division 3 série A             | 12e/16                    |                           |
| 91                  | 2007-08 | KRC Mechelen              | Division 3 série A             | 5e/16                     | Tour final                |
| 92                  | 2008-09 | KRC Mechelen              | Division 3 série B             | 4e/16                     | Tour final                |
| 93                  | 2009-10 | KRC Mechelen              | Division 3 série A             | 18e/18                    | Relégué                   |
| 94                  | 2010-11 | KRC Mechelen              | Promotion série B              | 1er/16                    | Champion et promu         |
| 95                  | 2011-12 | KRC Mechelen              | Division 3 série B             | 8e/18                     |                           |
| 96                  | 2012-13 | KRC Mechelen              | Division 3 série A             | 2e/18                     | Tour final                |
| 97                  | 2013-14 | KRC Mechelen              | Division 3 série A             | 1er/18                    | Champion et promu         |
| 98                  | 2014-15 | KRC Mechelen              | Division 2                     | 17e/18                    | Relégué                   |
| 99                  | 2015-16 | KRC Mechelen              | Division 3 série A             | 18e/18                    | Relégué                   |
| 100                 | 2016-17 | KRC Mechelen              | Division 3 Amateur VFV série B | 16e/16                    | Relégué                   |
| séries provinciales |         |                           |                                |                           |                           |
| 101                 | 2018-19 | KRC Mechelen              | Division 3 Amateur VFV série B | 16e/16                    | Relégué                   |
| séries provinciales |         |                           |                                |                           |                           |
| 102                 | 2020-21 | KRC Mechelen              | Division 3 Amateur VV série B  | N/A                       | Saison annulée !          |
| 103                 | 2021-22 | KRC Mechelen              | Division 3 Amateur VV série B  | 1er/16                    | Champion et Promu !       |
| 104                 | 2022-23 | KRC Mechelen              | Nationale 2 VV série B         | 10e/18                    |                           |
| 105                 | 2023-24 | KRC Mechelen              | Nationale 2 VV série B         | 5e/18                     |                           |
| 106                 | 2024-25 | KRC Mechelen              | Nationale 2 VV série B         | ... /16                   |                           |

## Bilan
Statistiques mises à jour le 9 décembre 2024 (terme de la saison 2023-2024)
| Niv | Divisions     | Jouées | Titres | TM Up | TM Down |
| --- | ------------- | ------ | ------ | ----- | ------- |
| I   | 1re nationale | 32     | 0      |       | 1       |
| II  | 2e nationale  | 41     | 4      | 3     |         |
| III | 3e nationale  | 25     | 4      | 3     | 1       |
| IV  | 4e nationale  | 3      | 1      |       |         |
| V   | 5e nationale  | 4      | 0      |       |         |
|     |               |        |        |       |         |
|     | TOTAUX        | 105    | 9      | 6     | 2       |

- TM Up : test-match pour départager des égalités, ou toutes formes de Barrages ou de Tour final pour une montée éventuelle.
- TM Down : test-match pour départager des égalités, ou toutes formes de Barrages ou de Tour final pour le maintien.